# Entre rejas (película)
Entre rejas (Jailbird Rock en Estados Unidos), también conocida como Prisioneros de la danza, Jail Breaking y Can't Shake the Beat, es una película dramática-musical argentina-estadounidense de 1988 dirigida por Phillip Schuman sobre el guion de Carole Stanley y Edward Kovach, según un argumento del también productor ejecutivo Eduard Sarlui. Fue filmada entre 1984 y 1985 y se estrenó el 14 de julio de 1988 en Estados Unidos.
Tuvo los títulos alternativos Prisioneros de la danza, Can't shake the beat y Jail Breaking (o Jail Breakin'). Entre rejas fue el segundo film en una serie de cuatro coproducciones argentino-estadounidenses de cine independiente, realizadas por la dupla de productores Crespo-Sarlui durante la década de 1980 en Argentina.

## Sinopsis
Una joven bailarina que es enviada a la cárcel condenada por un homicidio organiza allí un espectáculo de baile que será parte de un plan de fuga.

## Reparto
Participaron en el filme los siguientes intérpretes:
- Robin Antin ... Jessie Harris
- Valerie Richards ... Peggy
- Robin Cleaver	...	Echo
- Rhonda Aldrich ... Max
- Jacquelyn Houston	...	Samantha
- Annie Livingstone	...	Mouse
- Debra Laws ... Lisa
- Erica Jordan ... Judy
- Perry Lang ... Denny
- Ronald Lacey ... Guardián Bauman
- Victoria Lustig ... Dr. Lunde
- María Noel ... Mary
- Sebastián Larreta	...	Lamont
- Perla Cristal	...	Madre de Jessie
- Theodore McNabney	...	Padrastro
- Maria Carmen ... Mujer en la calle
- James Murray ... Amigo de Denny
- Yolanda Pedroza ... Amiga de Max
- Arthur Brown ... Guardián
- Mariana Cedon	...	Muchacha
- Marina Magali	...	Muchacha
- Jessica Schultz ... Muchacha
- Georgina Campiglio ... Muchacha
- Andrea Gribben ... Muchacha
- Jorge Baza de Candia ... Diputado Knowles
- Francisco Cano ... Gobernador
- St. Martin School of Dancing ... Bailarinas

## Comentarios
El sitio web GUSWORLD Rant Of The Day escribió:

«Fama, la exitosa película de la década de 1980 estableció un modelo para una serie de filmes de música/danza que fue provechosamente usado por una manada de productores hollywenses poco originales…. Uno de los subgéneros que aparece, y al que pertenece Can't shake the beat, es el de los desesperanzados “directos a video sin banda de sonido glamorosa ni piezas musicales exitosas” en las cuales el baile es la clave del triunfo, pero encajonado en un elemento para ampliar la audiencia, ….si usted aprecia las malas películas, debe verla.»